# 다경

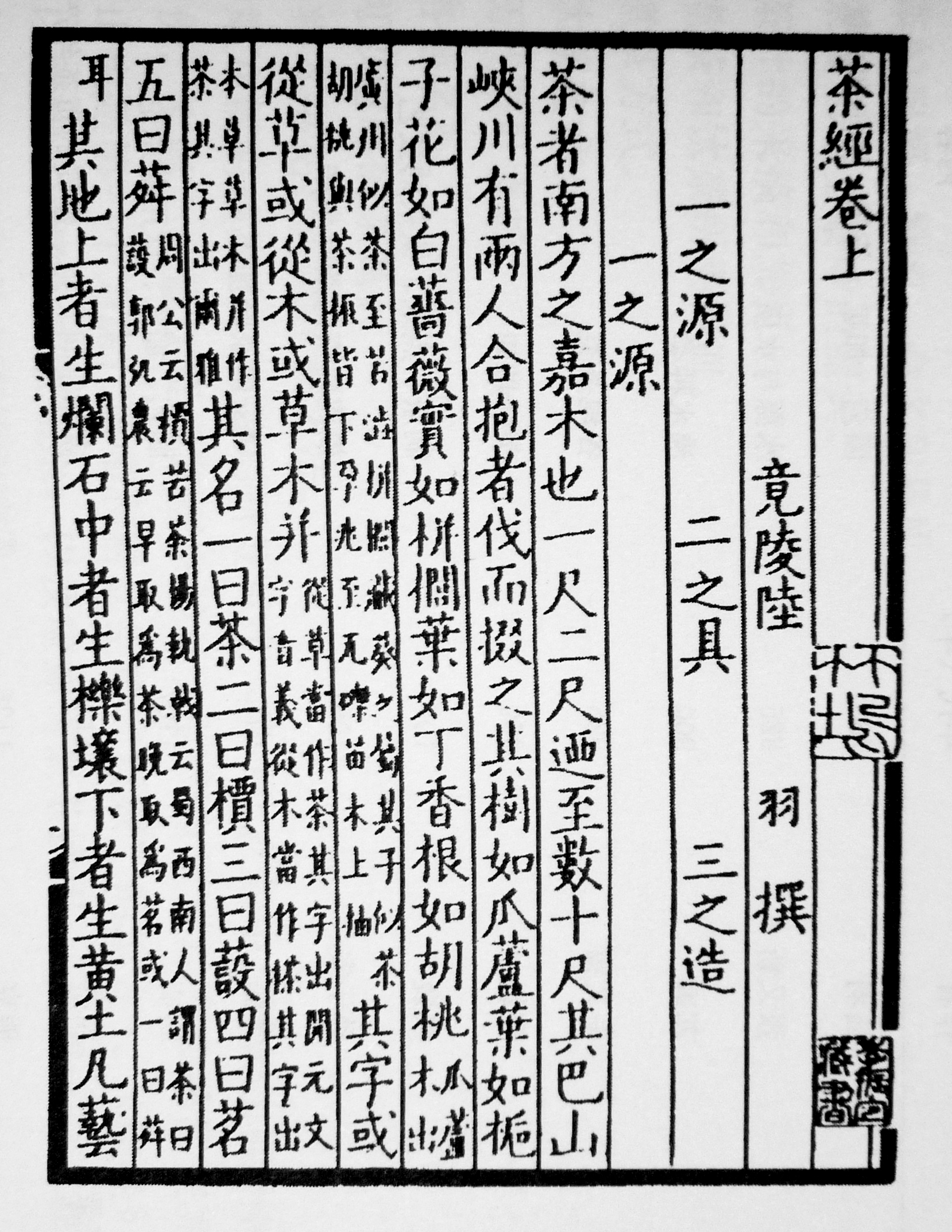
《다경》 권상 일지원편

《다경》(茶經)은 당나라 시기 육우가 지은 차에 대한 책이다. 차를 전문적으로 다룬 최초의 책으로 후대 다예 발전에 많은 영향을 주었다. 《다경》은 3권 10편으로 이루어져 있으며 차의 기원에서 종류, 제작법, 감별법, 도구 및 다예에 이르기까지 차 문화와 관련된 내용을 망라하고 있다.

## 지은이
《다경》의 저자인 육우는 당 현종 시기의 저명한 은자로 시문, 문학, 유교의 경학, 인문지리인 지지(地志)뿐만 아니라 점복에도 밝았다. 생존 시기에 이미 차에 대해 일가견을 이루었다는 평을 받으면 다선(茶仙)으로 불렸으며 후대에는 다신(茶神)으로 추앙받기에 이르렀다.:2-3

## 배경
당나라시기 차를 마시는 관습이 크게 유행하였는데 특히 불교의 선종이 차 마시기를 관례로 삼으면서 유행을 주도하였다. 또한 과거제를 통해 선발된 관료들도 차를 유교적 교양의 하나로 여기면서 차에 대한 관심이 전래에 없이 뜨거웠다. 거기에 더해 술을 금지하는 금주령이 자주 내려졌기 때문에 이를 대체하는 차 마시기 풍습이 자리잡게 되었다.:174-175,180-182:527:35-38:205-207

## 집필
《다경》은 육우가 후저우에 은거하던 시기인 약 760년부터 780년 사이에 쓰였다. 초판의 완성 시기는 760년으로 추정되는데 다경에 덧붙인 육우의 자전에 글쓴 해를 상원 2년(761년)으로 밝히고 있기 때문이다. 일본의 역사학자 누노메 쵸후(布目潮渢)는 제8편까지는 초판 시기에 완성되었고 이후 764년 수정하면서 증보하였고, 773년 안진경의 제안으로 고대 중국의 백과사전인 유서 중 하나인 《운해경원》(韻海鏡源)의 편찬에 참여하면서 《다경》역시 개정하기 시작하여 780년 무렵 완성하였다고 파악하고 있다.

## 판본
시간이 흐름에 따라 《다경》은 여러 차례 필사되어 전하여 서로 다른 내용을 포함하는 여러 판본으로 나뉘었다. 북송의 시인 진사도는 《다경》의 판본을 정리하여 서로 합쳐질 수 없는 4 종류의 것으로 구분하였다.}}
남송 함순 9년(1273년) 좌규가 편찬한 총서 《백천학해》(百川学海)에 주석과 함께 수록된 《다경》이 표준 판본으로 인정되어 오늘날까지 전해지고 있다. 이 판본은 베이징의 중국국가도서관과 일본 궁내청 서릉부가 소장하고 있다. 1927년 (민국 16년) 우진구의 장서가 도상득(陶湘得)이 송대 《백천학해》의 영인본을 제작하면서 《다경》을 수록하였다.
명나라 가정 21년(1542년）육우의 고향인 경릉에서 《백천학해》에 실린 《다경》만을 따로 뽑아 출간하였다. 베이징의 중국국가도서관이 가정 22년 출간된 《다경》을 소장하고 있으며 이것이 《다경》만을 따로 출간한 현존하는 가장 오래된 판본이다. 이후로도 이 판본을 바탕으로 몇 차례 《다경》이 출간되었다. 명대의 판본은 모두 목판 인쇄로 제작한 것이다. 《백천학해》 이외에도 원나라 말 도종의가 편집한 총서인 《설부》에도 《다경》이 수록되어 있는데 이 판본에는 송대의 주석들이 빠져있다.

## 목차
| 권         | 편             | 내용                                                                                           |
| ---------- | -------------- | ---------------------------------------------------------------------------------------------- |
| 권상(卷上) | 일지원(一之源) | 차나무의 식물학적 특징, 차의 모양과 명칭, 차나무의 생장 환경, 차의 품질과 선별 방법, 차의 효능 |
| 권상(卷上) | 이지구(二之具) | 차를 채취하고 만드는 도구                                                                      |
| 권상(卷上) | 삼지조(三之造) | 차를 채취하여 차를 만드는 방법, 차의 성품에 따른 품질 구분 방법                                |
| 권중(卷中) | 사지기(四之器) | 차를 다리고 마시는 도구                                                                        |
| 권하(卷下) | 오지저(五之煮) | 차를 끓이는 과정과 기법                                                                        |
| 권하(卷下) | 육지음(六之飲) | 차의 효능, 차를 마시는 전통적 방법, 차의 품질을 가르는 9가지 요소                              |
| 권하(卷下) | 칠지사(七之事) | 상고시대부터 당나라 시기까지의 차와 관련된 역사적 자료, 의학적 효능, 명사들의 일화를 포함      |
| 권하(卷下) | 팔지출(八之出) | 당나라 시기 차의 주요 산지에 따른 명칭과 품질                                                  |
| 권하(卷下) | 구지략(九之略) | 산에서 야생 차나무를 보았을 때 간략히 차를 다리는 도구와 방법                                  |
| 권하(卷下) | 십지도(十之圖) | 이 책에서 이르는 다예를 표현한 그림                                                            |

## 영향
《다경》은 중국의 차 마시는 문화를 더욱 촉진시켰고 물, 술과 함께 차를 중국의 3대 음료로 자리잡게 하였다. 《다경》은 차의 제작 방법을 공예의 수준으로 끌어 올렸고 음용 방식 역시 정리하여 차 문화를 개혁하였다. 차의 제작에 대해서는 차잎에 미새하게 남아 있는 수분을 증발시키는 방법인 증청법을 소개하였고 차를 마시는 방법에 대해서는 전다법을 주장하여 끓기 전의 뜨거운 물에 말차를 넣어 다리는 방법을 소개하였다.:533
당 현종은 자전 《개원문자음의》(開元文字音義)에 차를 수록하면서 기존의 나무 목(木) 변과 풀 초(艸) 두가 혼용되어 오던 것을 《다경》의 용례에 맞추어 풀 초 두를 채용한 茶로 확정하였다.:23-24